# Bügd Nairamdakh Mongol
Quốc ca Mông Cổ (tiếng Mông Cổ:Монгол Улсын төрийн дуулал) được sáng tác năm 1950. Phần nhạc do Bilegiin Damdinsüren (1919-1991) và Luvsanjambyn Mördorj (1919-1996) sáng tác, lời bài hát được viết bởi Tsendiin Damdinsüren (1908-1988).

## Lời

### Lời hiện tại

#### Tiếng Mông Cổ
| Ký tự Cyrill | Chữ Mông Cổ | Latinh hoá |
| Дархан манай тусгаар улс Даяар монголын ариун голомт Далай их дээдсийн гэгээн үйлс Дандаа энхжин үүрд мөнхжинө. Хамаг дэлхийн шударга улстай Хамтран нэгдсэн эвээ бэхжүүлж Хатан зориг, бүхий л чадлаараа Хайртай Монгол орноо мандуулъя. Өндөр төрийн минь сүлд ивээж Өргөн түмний минь заяа түшиж Үндэс язгуур, хэл соёлоо Үрийн үрдээ өвлөн бадраая. Эрэлхэг Монголын золтой ардууд Эрх чөлөө жаргалыг эдлэв Жаргалын түлхүүр, хөгжлийн тулгуур Жавхлант манай орон мандтугай. | ᠳᠠᠷᠬᠠᠨ ᠮᠠᠨᠠᠶ ᠲᠤᠰᠠᠭᠠᠷ ᠤᠯᠥᠰ ᠳᠠᠶᠠᠭᠠᠷ ᠮᠤᠩᠭᠣᠯ ᠤᠨ ᠠᠷᠢᠭᠤᠨ ᠭᠤᠯᠤᠮᠲᠠ ᠳᠠᠯᠠᠢ ᠶᠡᠬᠡ ᠳᠡᠭᠡᠳᠦᠰ ᠤᠨ ᠭᠡᠭᠡᠨ ᠦᠢᠯᠡᠰ ᠳᠠᠩᠳᠠ ᠡ᠊ᠩᠬᠡᠵᠢᠵᠦ᠂ ᠡᠭᠦᠷᠢᠳᠡ ᠮᠦᠩᠬᠡᠵᠢᠨ᠎ᠠ᠃ ᠬᠠᠮᠤᠭ ᠳᠡᠯᠡᠭᠡᠢ ᠢᠨ ᠰᠢᠳᠤᠷᠭᠤ ᠤᠯᠤᠰ ᠲᠠᠢ ᠬᠠᠮᠲᠤᠷᠠᠨ ᠨᠢᠭᠡᠳᠦᠭᠰᠡᠨ ᠡᠪ ᠢᠶᠡᠨ ᠪᠡᠬᠢᠵᠢᠭᠦᠯᠵᠦ ᠬᠠᠲᠤᠨ ᠵᠤᠷᠢᠭ ᠪᠦᠬᠦᠶᠢᠯᠠ ᠴᠢᠳᠠᠯ ᠢᠶᠠᠷ ᠢᠶᠠᠨ ᠬᠠᠢᠢᠷᠠᠲᠠᠢ ᠮᠣᠩᠭᠤᠯ ᠤᠷᠤᠨ ᠢᠶᠠᠨ ᠮᠠᠨᠳᠤᠭᠤᠯᠤᠢ᠎ᠠ᠃ ᠦᠨᠳᠦᠷ ᠲᠦᠷᠦ ᠢᠨ ᠮᠢᠨᠢ ᠰᠦᠯᠳᠡ ᠢᠪᠡᠭᠡᠵᠦ ᠦᠷᠭᠡᠨ ᠲᠦᠮᠡᠨ ᠦ ᠮᠢᠨᠢ ᠵᠠᠶᠠᠭ᠎ᠠ ᠲᠦᠰᠢᠵᠦ ᠦᠨᠳᠦᠰᠦ ᠢᠵᠠᠭᠤᠷ᠂ ᠬᠡᠯᠡ᠂ ᠰᠤᠶᠤᠯ ᠢᠶᠠᠨ ᠦᠷ᠎ᠡ ᠢᠨ ᠦᠷ᠎ᠡ ᠋ᠳ᠋ᠡᠭᠡᠨ ᠦᠪᠯᠡᠨ ᠪᠠᠳᠠᠷᠠᠭᠠᠶ᠎ᠠ᠃ ᠡᠷᠡᠯᠬᠡᠭ᠌ ᠮᠣᠩᠭᠤᠯ ᠤᠨ ᠵᠤᠯ ᠲᠠᠢ ᠠᠷᠠᠳ ᠦᠳ ᠡᠷᠬᠡ ᠴᠢᠯᠦᠭᠡ ᠵᠢᠷᠭᠠᠯ ᠢ ᠡᠳ᠋ᠯᠡᠪᠡ ᠵᠢᠷᠭᠠᠯ ᠤᠨ ᠲᠦᠯᠬᠢᠭᠦᠷ᠂ ᠬᠦᠭ᠍ᠵᠢᠯ ᠦᠨ ᠲᠤᠯᠭᠠᠭᠤᠷᠢ ᠵᠢᠪᠬᠤᠯᠠᠩᠲᠤ ᠮᠠᠨᠠᠶ ᠤᠷᠤᠨ ᠮᠠᠨᠳᠤᠲᠤᠭᠠᠢ᠅ | Darkhan manai tusgaar uls Dayaar mongolyn ariun golomt Dalai ikh deedsiin gegeen üils Dandaa enkhjin üürd mönkhjinö. Khamag delkhiin shudarga ulstai Khamtran negdsen evee bekhjüülj Khatan zorig, bükhii l chadlaaraa Khairtai Mongol ornoo manduuliya. Öndör töriin mini süld iveej Örgön tümnii mini zayaa tüshij Ündes yazguur, khel soyoloo Üriin ürdee övlön badraaya. Erelkheg Mongolyn zoltoi arduud Erkh chölöö jargalyg edlev Jargalyn tülkhüür, khögjliin tulguur Javkhlant manai oron mandtugai. |

#### Tiếng Việt
Đất nước độc lập thiêng liêng của chúng ta
Là cái nôi của toàn dân tộc Mông Cổ
Nguyện cho tất cả những điều tốt lành trên thế gian
Sẽ hưng thịnh muôn đời trên mảnh đất này
Đất nước ta sẽ củng cố các mối bang giao
Với tất cả các quốc gia trên thế giới
Hãy cùng đắp xây quê hương Mông Cổ yêu dấu
Bằng tất cả ý chí và sức lực của chúng ta
Biểu tượng vĩ đại của dân tộc sẽ che chở cho chúng ta
Và vận mệnh của nhân dân sẽ đồng hành cùng chúng ta
Hãy cùng lưu truyền văn hóa và ngôn ngữ dân tộc
Từ thế hệ này sang thế hệ khác
Những người con xuất chúng của Mông Cổ kiên trung
Đã đúc kết thành mở ra kỷ nguyên độc lập
Kỷ nguyên của hạnh phúc tiến bộ
Mông Cổ uy linh – Tổ quốc yêu dấu ngàn đời

### Lời 1961—1991
| Chữ Kirin Mông Cổ | Chuyển tự Latinh | Bản dịch tiếng Việt |
| --- | --- | --- |
| I Урьдийн бэрх дарлалыг устгаж Ардын эрх жаргалыг тогтоож Бүх нийтийн зоригийг илтгэсэн Бүгд Найрамдах Улсаа байгуулсан. Дахилт: Сайхан Монголын цэлгэр орон Саруул хөгжлийн дэлгэр гүрэн Үеийн үед энхжин бадартугай Үүрдийн үүрд батжин мандтугай. II Ачит нам алсыг гийгүүлж Хүчит түмэн улсыг хөгжүүлж Бууршгүй зүтгэл дүүрэн хөвчилсөн Цуцашгүй тэмцэл түүхийг товчилсон. Дахилт III Зөвлөлт оронтой заяа холбож Дэвшилт олонтой санаа нийлж Хандах зүгийг бахтай барьсан Мандах коммунизмыг цогтой зорьсон. Дахилт | I Uridiin berkh darlalyg ustgaj Ardyn erkh jargalyg togtooj Bükh niitiin zorigiig iltgesen Bügd Nairamdakh Ulsaa baiguulsan. Dakhilt: Saikhan Mongolyn tselger oron Saruul khögjliin delger güren Üyeiin üyed enkhjin badartugai Üürdiin üürd batjin mandtugai. II Achit nam alsyg giigüülj Khüchit tümen ulsyg khögjüülj Buurshgüi zütgel düüren khövchilsön Tsutsashgüi temtsel tüükhiig tovchilson. Dakhilt III Zövlölt orontoi zayaa kholboj Devshilt olontoi sanaa niilj Khandakh zügiig bakhtai barisan Mandakh kommunizmyg tsogtoi zorison. Dakhilt | I Cuộc đấu tranh và áp bức của quá khứ không còn nữa, Quyền lợi và hạnh phúc của đồng bào đã đến. Vì bằng niềm tin và lòng dũng cảm của tất cả, Cộng hòa nhân dân bây giờ đứng vững hiên ngang. Điệp khúc: Mông Cổ tươi đẹp, một đất nước hùng vĩ, Một quốc gia công bình, thịnh vượng và rộng lớn. Mong nơi đây mãi được trân trọng và giàu đẹp, Mong nơi đây mãi vững mạnh và giàu có. II Ðảng ta chiếu ánh sáng soi rạng phương xa, Xây dựng nước ta trở thành một quốc gia hùng mạnh. Được giao phó với sự siêng năng không gì lay chuyển, Chúng ta sẽ tiến hành trận chiến lịch sử một cách vị tha. Điệp khúc III Cùng với Liên Xô niềm tin to lớn của chúng ta Thành quả của một dân tộc tiến bộ dựng xây. Chúng ta kiên quyết tiếp tục với lòng trung thành Dũng cảm tiến lên con đường vinh quang của chủ nghĩa cộng sản. Điệp khúc |

### Lời 1950—1961
| Chữ Kirin Mông Cổ | Chuyển tự Latinh | Bản dịch tiếng Việt |
| --- | --- | --- |
| I Дархан манай хувьсгалт улс Даяар Монголын ариун голомт Дайсны хөлд хэзээ ч орохгүй Дандаа энхжиж үүрд мөнхжинө. Дахилт: Хамаг дэлхийн шударга улстай Хамтран нэгдсэн эгнээг бэхжүүлж Хатан зориг, бүхий л чадлаараа Хайртай Монгол орноо мандуулъя. II Алдарт Ленин Сталины заасан Ардын чөлөө, жаргалын замаар Агуу Монгол орноо удирдсан Ачит Сүхбаатар, Чойбалсан. Дахилт III Зоригт Монголын золтой ардууд Зовлонг тонилгож, жаргалыг эдлэв Жаргалын түлхүүр, хөгжлийн тулгуур Жавхлант манай орон мандтугай. Дахилт 1. 2. | I Darkhan manai khuvisgalt uls Dayaar Mongolyn ariun golomt Daisny khöld khezee ch orokhgüi Dandaa enkhjij üürd mönkhjinö. Dakhilt: Khamag delkhiin shudarga ulstai Khamtran negdsen egneeg bekhjüülj Khatan zorig, bükhii l chadlaaraa Khairtai Mongol ornoo manduuliya. II Aldart Lyenin Staliny zaasan Ardyn chölöö, jargalyn zamaar Aguu Mongol ornoo udirdsan Achit Sükhbaatar, Choibalsan. Dakhilt III Zorigt Mongolyn zoltoi arduud Zovlong tonilgoj, jargalyg edlev Jargalyn tülkhüür, khögjliin tulguur Javkhlant manai oron mandtugai. Dakhilt | I Đất nước cách mạng thiêng liêng của chúng ta Là cội nguồn tổ tiên của toàn dân tộc Mông Cổ. Không kẻ thù nào có thể đánh bại chúng ta, Dân tộc ta sẽ thịnh vượng muôn đời sau. Điệp khúc: Với mọi đất nước chính nghĩa trên toàn cầu, Đất nước chúng ta sẽ đứng vững trong tình đoàn kết. Với tất cả ý chí và sức mạnh của chúng ta Hãy để dân ta hát mừng Mông Cổ thân yêu! II Theo lời dạy của Lenin và Stalin, Tiến tới tự do, hạnh phúc của nhân dân. Mông Cổ vĩ đại của chúng ta đang được lãnh đạo, Bởi con đường của Sükhbaatar và Choibalsan. Điệp khúc III Những người con kiên trung của đất mẹ Mông Cổ Đã chiến thắng mọi đau khổ và đạt được hạnh phúc, Chìa khóa của yên vui và con đường đến thành công, Muôn năm đất nước vinh quang của chúng ta. Điệp khúc |